# Hygrophila pobeguinii
Hygrophila pobeguinii är en akantusväxtart som beskrevs av Raymond Benoist. Hygrophila pobeguinii ingår i släktet Hygrophila och familjen akantusväxter. Inga underarter finns listade i Catalogue of Life.